# Основни училища в Русе
Списък на основните училища в Русе.

## ОУ „Алеко Константинов“
През 2000 година отборът на училището става вицешампион на страната, като на финала играе срещу клубен отбор.

## ОУ „Ангел Кънчев“
Училището „Ангел Кънчев“ е едно от първите учебни заведения. Училището е едно от трите в Русе, които посрещат Освобождението. Тогава то се е намирало в двора на църквата „Свети Георги“ и е носело същото име. През 1885 г. сградата му изгаря и Общината решава да се построи нова на сегашното му място – на ул. „Българска морава“ 6. От 1922 г. носи името на революционера Ангел Кънчев. През 2008 г. към училището е преминава сградата на закритото училище „Пейо Яворов“, в което сега учат учениците от прогимназиалния курс.

## ОУ „Братя Миладинови“
Открито е на 24 октомври 1911 г., а от 12 януари следващата година носи името на Братя Миладинови. През 1931 г. сградата му е надстроена, а от 1943 г. има вече има и знаме. Сградата, в която се намира сега е окрита на 8 март 1973 г. през 1986 г. е наградено с орден „Кирил и Методий“ – I степен, а през следващата 1987 година получава званието „Образцово“ – единствено от основните училища в Русе. От 2000 г. се приемат учениците на закритото училище „Стефан Караджа“. От 2002 г. училището работи по различни проекти: по трансгранично сътрудничество, европейски и други програми.
```
До него се стига с автобусни линии 11, 16, 18, 19, 20, 28 и 30, и с тролейбуси 27 и 29 на градския транспорт.
```

## ОУ „Васил Априлов“
Официален сайт на училището

## ОУ „Иван Вазов“
Открито е през 1871 година.
- Със 143-годишна история и традиции в образованието
- С квалифицирани преподаватели, работещи съвместно с Педагогическия факултет на РУ „Ангел Кънчев“.
- Предлага обучение по религия в начален етап.
- Отлични изяви на учениците в конкурси, математически и спортни състезания, олимпиади.
- Организира състезания по математика, български език и други.

Сайт на училището

## 2 основно училище „Любен Каравелов“ (Русе)
Училището е основано около 1870 г. През 1909 г. става „Втора смесена прогимназия“. От 1936 г. носи името на своя патрон – Любен Каравелов, а от 1981 г. е в сегашната си сграда на ул. „Велико Търново“ 19.
Сайт на училището

## ОУ „Никола Обретенов“
Първата копка за сграда на най-новото училище в Русе е направена през 1985 г. То е открито през 1988 г. и е наречено на революционера Никола Обретенов. От 1989 г. към училището функционира и полудневна детска градина.

## ОУ „Олимпи Панов“
Бивше СОУ: до 2004 г. е със статут на СОУ, след което преминава в основно училище – вече се учи до 8-и клас в него. Патрон е Олимпи Панов. Разположено е в близост до кв. „Здравец“, на ул. „Сърнена гора“ № 35, недалеч от Кооперативния пазар и жп прелеза. До него се стига с автобусни линии 30, 5 и 19.
Училището е триетажно, с кабинети по биология, физика, компютърен кабинет, физкултурен салон. В него се учат само английски и руски като чужди езици.

## ОУ „Отец Паисий“ – Русе
Това е първото основно училище в Русе. Училището е създадено през 1866 г.официалния сайт на I ОУ „Отец Паисий“ – Русе

## ОУ „Тома Кърджиев“
Училището отваря врати за учениците от квартал „Здравец“ на 15 септември 1965 г. През първата учебна година училището носи името „Чипровци“, а след това се взема решение за патрон да бъде избран българският революционер Тома Кърджиев. Физкултурния салон към училището е построен през 1966 година, а аулата – през 1976 година. През 1966 година е ушито училищното знаме, което е копие на знамето, изработено от Петрана Обретенова за Червеноводската чета през 1875 г.
Директори и помощник директори са били:
1. Стоян Иванов – директор на училището от 1965 до 1989 година. Помощник-директори: Гинка Маринова (1965 – 1974), Цветан Митев (1965 – 1974); Иванка Кирилова (1974 – 1984); Данаил Богданов (1974 – 1984); Иванка Киркова (1984 – 1989); Тончо Кръстев (1984 – 1989).
2. Петър Петров – директор 1989 – 1998 г. Помощник директори: Татяна Нахабедян, Иванка Киркова (1994 – 1998), Тончо Кръстев (1994 – 1998);
3. Юлиян Илиев – директор от 1998 г. Помощник директори: Татяна Нахабедян (1998 – 2000); Петър Петров (1998 – 1999); Тончо Кръстев (1998 – 2005); Катя Павлова (от 1999 г.), Лина Николова (2000 – 2001).
Училището разполага с два физкултурни салона, компютърни кабинети – 2, видеозала, библиотека, книжарница, методичен кабинет, ресурсен кабинет, кабинети по основните учебни дисциплини, бюфет. През 1994 г. се сляха ОУ „Тома Кърджиев“ и НУ „Георги Раковски“. През 2004 г. в ОУ „Тома Кърджиев“ се вляха две паралелки от закритото ОУ „Христо Смирненски“ (кв. „Родина“). В училището учат 380 ученици, разпределени в 18 паралелки. Учителите са 30, а непедагогическият персонал – 10.
- Официален сайт Архив на оригинала от 2009-02-01 в Wayback Machine.

## ОУ „Христо Смирненски“
Основното училище Христо Смирненски се намира в квартал „Долапите“, част от природния парк „Русенски Лом“. Директор на училището е Румяна Георгиева.
Училището в село Долапите (от 1959 г. – квартал на Русе) е открито около 1880 година. Първият учител в него е бил Кейнерджиев от гр. Русе. Учебните занимания са се водили в частна къща – Джимановата.
Първата учебна сграда е започната да се строи през 1887 година в центъра на селото. На това място сега е построен търговски комплекс. Била е красиво оформена, с фасада и малка сцена за изнасяне представления пред населението.
Новото училище е открито през 1890 година. Първият учител в него бил Иван С. Владиславов. В началото сградата имала две учебни стаи, между които била учителската канцелария. До 1904 година учителите били двама, през 1905 – трима, а през 1907 година се увеличават на четирима. Първото училищно настоятелство е тричленно – Стоян Трифонов, Нени Шаханов и Константин Керимов.
През 1922 – 1923 учебна година се открива прогимназия без последен клас. През следващата, 1923 – 1924, се открива пълна прогимназия. През учебната 1925 – 1926 година се откриват I и II допълнителни курсове на Земеделската секция. Към 1930 година училището има 704 дка земя и стопанство от 50 дка. Това му дава възможност през 1936 година да създаде училищна трапезария за крайно бедните деца.
Поради намаляване броя на учениците прогимназията е закрита през 1937 година, а учениците се прехвърлят към съседното селище – Средна кула.
Под ръководството на тогавашните кмет Парашкев Пухлев и главен учител Радко Георгиев, през 1940 година е започнато строителството на сегашната сграда на училището, която е завършена през 1942 година. През 1945 година се открива отново прогимназия.
Следващи директори са Симанка Кирчева, Димитър Георгиев, Никола Чалъков, Рашко Рашков, Добромира Николова.